# Prosopis
Genre
Classification APG III (2009)
Prosopis est un genre de plantes à fleurs dicotylédones de la famille des Mimosaceae selon la classification classique, ou de celle des Fabaceae selon la classification phylogénétique. Il est proche des genres Mimosa et Acacia. Ces plantes sont des arbustes et des arbres. 
Aux États-Unis, au Mexique et dans le nord de l'Amérique du Sud, certaines de ces plantes sont appelées « mezquite »[réf. nécessaire]. Leurs fruits, très nutritifs pour le bétail, sont sucrés (au point de favoriser les caries), et leur bois est excellent pour produire du charbon. Ils ont été implantés dans certaines zones arides d'Afrique. Du fruit est tiré un sirop, appelé « algarrobina », utilisé dans la cuisine péruvienne. Leurs racines peuvent puiser l'eau jusqu'à 30 m de profondeur.

## Espèce envahissante hors de son milieu naturel
Plusieurs espèces de Prosopis sont devenues envahissantes dans plusieurs endroits du monde.
C'est en particulier le cas du Prosopis chilensis, nommé « garan-wa » (inconnu) par les Somalis et « dat caxa » (plante foncée) par les Afars, qui devient très envahissant dans les brousses et savanes des régions chaudes et arides (Djibouti par exemple).
La 3e rencontre du réseau régional de la Corne de l'Afrique, consacrée au thème de l'eau, a alerté sur le caractère envahissant de cette espèce qui peut croître de 3 m par an et tend à rapidement coloniser toutes les plaines du Sud et du Nord de la corne de l'Afrique, menaçant en une vingtaine d'années les activités nomades et maraîchères. Certains boisements visant à freiner l'avancée du désert l'ont importée du Chili (à Hanlé et à Djibouti, par exemple). Depuis, cette espèce progresse rapidement en Afrique de l'Est (par exemple dans la région de Douda, à l'entrée de Tadjourah), au détriment de l'acacia qui abritait une partie importante de la biodiversité de ces régions. Les ONG Djibouti Nature et Decan tentent d'en abattre de grandes quantités pour en faire du charbon de bois, avec l'aide des Pays-Bas et du programme des Nations unies pour le développement (PNUD). En 2008, le gouvernement a financé une expérimentation cherchant à le valoriser en aliment pour le bétail (le fruit, sucré et riche en vitamines, n'est pas — ou est mal — digéré en l'état par les herbivores, en raison de sa cuticule résistante). Il est aussi question d'en faire une farine pour l'alimentation humaine, l'Éthiopie envisageant de son côté de le tester comme agrocarburant.

## Liste d'espèces
- Prosopis affinis Spreng.
- Prosopis africana (Guill.et al.) Taub.
- Prosopis alba Griseb.
- Prosopis alpataco Phil.
- Prosopis argentina Burkart
- Prosopis articulata S.Watson
- Prosopis burkartii Muñoz
- Prosopis caldenia Burkart
- Prosopis calingastana Burkart
- Prosopis campestris Griseb.
- Prosopis castellanosii Burkart
- Prosopis chilensis (Molina) Stuntz
- Prosopis cineraria (L.) Druce
- Prosopis denudans Benth.
- Prosopis elata (Burkart) Burkart
- Prosopis farcta (Banks & Sol.) J.F.Macbr.
- Prosopis ferox Griseb.
- Prosopis fiebrigii Harms
- Prosopis flexuosa DC.
- Prosopis glandulosa Torr.
- Prosopis hassleri Harms
- Prosopis humilis Gillies ex Hook. & Arn.
- Prosopis juliflora (Sw.) DC.
- Prosopis kuntzei Harms
- Prosopis laevigata (Humb. & Bonpl. ex Willd.) M.C.Johnst.
- Prosopis nigra (Griseb.) Hieron.
- Prosopis pallida (Humb. & Bonpl. ex Willd.) Kunth
- Prosopis palmeri S.Watson
- Prosopis pubescens Benth.
- Prosopis reptans Benth.
- Prosopis rojasiana Burkart
- Prosopis ruizlealii Burkart
- Prosopis ruscifolia Griseb.
- Prosopis sericantha Gillies ex Hook. & Arn.
- Prosopis strombulifera (Lam.) Benth.
- Prosopis tamarugo F.Phil.
- Prosopis torquata (Cav. ex Lag.) DC.
- Prosopis velutina Wooton

## Rusticité
Le mesquite à miel (Prosopis glandulosa) et Prosopis pubescens peut survivre à des températures de –18 °C ; le mesquite velouté (Prosopis velutina) résiste à –12 °C ; le mesquite chilien (Prosopis chilensis) et le mesquite noir (Prosopis nigra) supportent jusqu'à –9 °C ; le mesquite argentin (Prosopis alba) et de nombreux hybrides sud-américains supportent de –9 à –7 °C.